# 再思

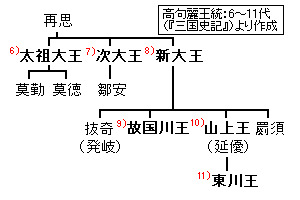
世系図

再思（チェサ、朝鮮語: 재사、生没年不詳）は、高句麗王瑠璃明王の6男。妻は、高句麗に亡命した扶余人の扶余太后。

## 人物
『三国史記』によると、瑠璃明王の子の再思の息子である宮が、53年に高句麗王6代王・太祖大王として即位したとされる。しかし、太祖大王の系譜は史料によって異なっており、王名が「太祖」という国家の始祖的諡号であることなどから、再思は別の血筋であるが、王統が断絶していないようにみせるために、瑠璃明王の子として王統に編入させたとする見解がある。
扶余太后は、高句麗に亡命した扶余人であることは明らかであるが、高句麗に亡命した扶余人は高句麗王族と政略結婚をおこない、外戚として権力を掌握しようとした。

## 家族
- 父：瑠璃明王
- 妻：扶余太后
- 息子：太祖大王